# 10th Anniversary Celebration 華原朋美 Concert 2005
『10th Anniversary Celebration 華原朋美 Concert 2005』は、華原朋美の2005年に開催した単独ライブの模様を収録したライブDVD。2005年12月7日発売。
2005年9月4日に東京厚生年金会館で行なわれた10周年記念ライブの模様を完全収録した作品。インタビューやメイキングなども収録。

## 概要
2005年に華原朋美デビュー10周年を記念して開催された全14公演のライブツアーのうち、9月4日開催の東京厚生年金会館公演を収録。
セットリストは同年6月に10周年を記念して発売された通算6枚目のアルバム『NAKED』の収録曲を中心に構成された。
「Never Say Never」と「I'm proud」はアコースティックアレンジで収録。「華」は元々『NAKED』収録予定の候補曲でライブ中は未発売、翌年シングル化されたが、歌詞とアレンジが大きく異なるため、原曲である2005 live versionは本作でのみ視聴が可能となっている。翌年に1公演追加で再公演が行われた。

### 日程
- 2005年6月3日（金）八王子市民会館
- 2005年6月24日（金）愛知厚生年金会館
- 2005年7月1日（金）船橋市民文化ホール
- 2005年7月7日（木）NHK大阪ホール
- 2005年7月13日（水）宗像ユリックスイベントホール
- 2005年9月4日（月）東京厚生年金会館
- 2005年9月25日（日）筑西市立生涯学習センター ペアーノ
- 2005年10月6日（木）町田市民ホール
- 2005年10月9日（日）三島市民文化会館　大ホール
- 2005年10月13日（木）足利市民会館
- 2005年11月1日（火）吹田市文化会館メイシアター
- 2005年11月6日（日）結城市文化センターアクロス
- 2005年11月13日（日）坂戸市文化会館
- 2005年11月17日（木）中野サンプラザ
- 2006年2月25日（土）福生市民会館

## 収録曲
| あなたがいれば                     |
| 好きは世界一長い言葉               |
| トーク1                            |
| たったひとつの約束                 |
| tumblin' dice                      |
| I BELIEVE                          |
| トーク2                            |
| regrets                            |
| Never Say Never -japanese version- |
| I'm proud                          |
| 愛のうた                           |
| Free mind                          |
| Hate tell a lie                    |
| keep yourself alive                |
| 華 -2005 live version-             |
| トーク3                            |
| 涙の続き                           |
| しあわせの道                       |
| トーク4                            |
| LOVE BRACE                         |

特典映像
10周年記念インタビュー